# Кройбеке
Кройбеке (на нидерландски: Kruibeke) е селище в Северна Белгия, окръг Синт Никлас на провинция Източна Фландрия. Населението му е около 15 200 души (2006).